# Mia-dong
Mia-dong (koreanska: 미아동) är en stadsdel i huvudstaden Seoul i Sydkorea.  Den ligger i stadsdistriktet Gangbuk-gu. 